# Бігунець
Бігунець (Cursorius) — рід сивкоподібних птахів родини дерихвостових (Glareolidae). Містить 5 видів.

## Поширення
Поширені у посушливих та напівпосушливих регіонах Старого Світу. Трапляються в Африці та Південній Азії.

## Опис
Невеликі птахи (19-29 см завдовжки) з довгими ногами, короткими крилами і довгими загостреними дзьобами, ледь загнутими донизу. У забарвленні переважають сірий, бежевий та білий кольори. Через очі проходить чорна смуга. Лапи трипалі, заднього пальця немає. 

## Спосіб життя
Ведуть наземний спосіб життя. Живляться комахами. Гніздо облаштовує на землі. У гнізді 1-3 яйця. 

## Види
- Бігунець індійський (Cursorius coromandelicus)
- Бігунець пустельний (Cursorius cursor)
- Бігунець рудий (Cursorius rufus)
- Бігунець сомалійський (Cursorius somalensis)
- Бігунець малий (Cursorius temminckii)